# Tenuipalpus prunioides
Tenuipalpus prunioides är en spindeldjursart som beskrevs av Meyer 1979. Tenuipalpus prunioides ingår i släktet Tenuipalpus och familjen Tenuipalpidae. Inga underarter finns listade i Catalogue of Life.